# Kamil Kulczycki
Kamil Maria Kulczycki (ur. 5 grudnia 1987 w Warszawie, zm. 9 lutego 2012 w Vélez-Máladze w Hiszpanii) – polski reżyser i scenarzysta filmowy, instruktor harcerski. Odznaczony pośmiertnie Złotym Krzyżem Zasługi.

## Życiorys
Instruktor Związku Harcerstwa Rzeczypospolitej w stopniu przewodnika, pośmiertnie mianowany Harcerzem Rzeczypospolitej i podharcmistrzem. Od 2007 szczepowy 58 Szczepu „Rosa Venti” w Zielonce, współtwórca i pierwszy komendant Warszawskiego Związku Drużyn „El Dorado”.
Studiował na Wydziale Nauk Historycznych i Społecznych Uniwersytetu Kardynała Stefana Wyszyńskiego oraz Akademii Filmu i Telewizji w Warszawie. 
Reżyser filmu fabularnego pt. 11 listopada z 2008 o harcerzach rozstrzelanych w 1939 w Zielonce oraz filmu dokumentalnego Dachau (2011) o niemieckim obozie koncentracyjnym w Dachau. Od 2010 członek zarządu Oddziału Warszawskiego Stowarzyszenia Wspólnota Polska, współorganizator akcji Świąteczna Paczka dla Polaków na Wschodzie. Wolontariusz Fundacji Polskiej Raoula Follereau oraz członek Rady Parafialnej Parafii Matki Bożej Częstochowskiej w Zielonce.
Zginął tragicznie 9 lutego 2012 podczas podróży na Gibraltar, w miejscowości Vélez-Málaga w Hiszpanii.

## Filmografia
- 2008: 11 listopada – scenariusz i reżyseria
- 2011: Dachau – scenariusz i reżyseria